# 2009 au Niger
2007 au Niger - 2008 au Niger - 2009 au Niger - 2010 au Niger - 2011 au Niger
2007 par pays en Afrique - 2008 par pays en Afrique - 2009 par pays en Afrique - 2010 par pays en Afrique - 2011 par pays en Afrique]

Cet article présente les faits marquants de l'année 2009 au Niger.

## Chronologie

### Janvier 2009
- Jeudi 8 janvier 2009 : Présent depuis plus de quarante ans au Niger, le groupe français Areva signe un contrat pour l'exploitation à partir de 2012 de la mine géante d'uranium d'Imouraren, dans le nord du pays. Pour ce contrat, le numéro un mondial du nucléaire civil s'engage à investir au moins 1,2 milliard d'euros au Niger, qui fournit déjà plus du tiers du combustible utilisé dans les centrales nucléaires françaises[1].

- Jeudi 22 janvier 2009 : Quatre touristes étrangers — deux Suisses, un Allemand, un Britannique — ont été enlevés sur le territoire du Niger alors qu'ils revenaient du festival de la culture nomade organisé à Andéramboukane (cercle de Ménaka, au Mali). Ils voyageaient dans un convoi de trois véhicules, lorsqu'ils ont été arrêtés et enlevés au Niger par des hommes en armes dans une zone frontalière.

### Février 2009
- Vendredi 13 février 2009 : Le ministère des Communications annonce la renationalisation de la société nigérienne de télécommunications Sonitel et de sa filiale GSM Sahel-Com, qui avaient été privatisées en 2001 au profit d'un consortium sino-libyen, car il estime que cette privatisation est « un échec ». La Sonitel, dont le capital est estimé à 22,7 milliards de francs CFA (34,6 millions d'euros), est détenue depuis 2001 à 51 % par Dataport, un consortium constitué des sociétés chinoise ZTE et libyenne LAAICO, à 45 % par l'État du Niger et à 4 % par son personnel. Le gouvernement reproche une « mauvaise gestion » et « des manquements graves et récurrents » aux obligations du cahier des charges, qui prévoyait la création de 45 000 lignes téléphoniques et l'amélioration de la desserte du territoire national par la couverture de 43 localités. Au bilan, Sonitel cumule plus de 40 milliards de FCFA de dettes, avec des charges d'exploitation évaluées à plus de 140 % de son chiffre d'affaires[2].

- Mercredi 18 février 2009 : Al-Qaida au Maghreb islamique revendique l'enlèvement des deux diplomates canadiens, mi-décembre à l'ouest de Niamey, et de quatre touristes européens, le 22 janvier, dans un enregistrement sonore diffusé par la chaîne satellitaire Al Jazeera durant la nuit avertissant que les moujahidines « se réservent le droit de gérer le cas de ses six otages selon la loi islamique », sans autre détail[3].

- Samedi 21 février 2009 : Les deux diplomates canadiens et les quatre touristes européens enlevés au Niger seraient prisonniers du groupe d'AQMI dirigé par l'algérien Mokhtar Belmokhtar qui demande entre autres conditions pour la libération des otages, l'élargissement de deux mauritaniens, membres d'Al-Qaïda, actuellement détenus.

### Mars 2009
- Jeudi 26 mars 2009 : Le Réseau des organisations pour la transparence et l'analyse budgétaire (ROTAB) appelle Areva à prendre des dispositions pour préserver l'environnement et la santé des riverains des mines d'uranium que la société française exploite depuis 40 ans dans le nord du Niger : « Des dispositions ne sont toujours pas prises par rapport à la préservation de l'environnement, ce qui nuit gravement à la santé des populations et des travailleurs des mines […] Les populations des zones minières sont préoccupées par le phénomène de radiation et de la pollution des nappes d'eau ». Areva exploite deux gisements au Niger qui ont produit plus de 100 000 tonnes d'uranium depuis le début de leur mise en valeur[4].

- Vendredi 27 mars 2009 :

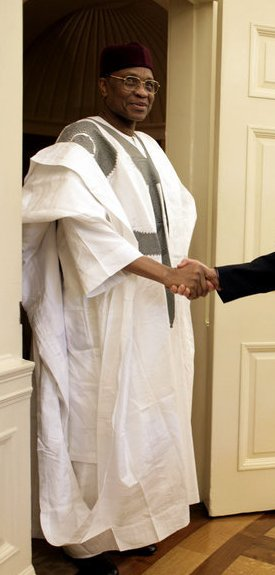
Mamadou Tandja
(juillet 2005)

  - Le président français Nicolas Sarkozy est en visite officielle, troisième et dernière étape de sa mini-tournée africaine, pour y promouvoir notamment l'exploitation transparente de son uranium par le groupe Areva. Il a été accueilli à l'aéroport de Niamey par le président Mamadou Tandja. Nicolas Sarkozy et Anne Lauvergeon ont participé dans l'après-midi, à une réunion de la section locale de l'Initiative pour la Transparence dans les Industries Extractives (ITIE).
  - Lors de sa rencontre avec le premier ministre Seyni Oumarou, Nicolas Sarkozy déclare : « Nous devons défendre les intérêts de la France, et vous défendez ceux du Niger. Mais nous pensons que dans un investissement à long terme, la seule pratique contractuelle possible, c'est celle du gagnant-gagnant […] Si vous avez le sentiment de ne pas être payés au juste prix, alors c'est une mauvaise affaire pour tout le monde […] On est là bien sûr parce qu'on a besoin de votre uranium, mais on est là aussi parce qu'on a besoin de partenaires stratégiques et le Niger c'est un partenaire stratégique absolument essentiel ».

### Avril 2009
- Vendredi 10 avril 2009 : Le ministère français des Affaires étrangères annonce que la France a décidé de financer l'achat de 140 000 vaccins contre la méningite. Cette épidémie « a déjà coûté la vie à près de 2 000 personnes dans l'ensemble de la région [du Sahel], dont plus de 300 au Niger […] Par cette décision, la France entend appuyer le ministère de la Santé publique du Niger à l'occasion de ses campagnes de vaccination réactive et renforcer les capacités des districts sanitaires en matière d'investigation, de vaccination, de sensibilisation, de supervision et de coordination ».

- Mercredi 22 avril 2009 : 4 otages sont relâchés par Al Qaïda.

- Jeudi 23 avril 2009 : Une juridiction d'exception ordonne la remise en liberté provisoire de l'ex-Premier ministre Hama Amadou, incarcéré depuis dix mois et dont l'état de santé s'est récemment dégradé.

### Mai 2009
- Dimanche 3 mai 2009 : Le président Mamadou Tandja rencontre pour la première fois à Agadez (nord) des représentants du principal mouvement rebelle touareg, le Mouvement des Nigériens pour la justice (MNJ), et ceux du Front des forces de redressement (FFR).

- Samedi 23 mai 2009 : le président Mamadou Tandja signe le décret de prolongation de la « mise en garde », équivalent de l'état d'urgence pour trois mois dans le nord du Niger, ce qui accorde les pleins pouvoirs à l'armée dans cette zone riche en uranium, or la levée de cette mesure est un des préalables posés par les combattants touareg pour des « négociations formelles de fond ». Le « Mouvement des Nigériens pour la justice » (MNJ), et le « Front des Forces de Redressement » (FFR), une dissidence du MNJ, refusent de déposer les armes avant la réalisation de ce préalable.

- Vendredi 29 mai 2009 :
  - Le président Mamadou Tandja (71 ans) confirme dans un message à la Nation l'organisation d'un référendum portant sur une nouvelle constitution qui lui permettrait de se maintenir en fonction au-delà de la fin de son second quinquennat,
  - Le porte-parole du département d'État américain, Ian Kelly, met en garde contre le risque de « revers pour la démocratie » après la décision du président Mamadou Tandja « d'organiser un référendum national sur une nouvelle constitution qui lui permettrait de prolonger son mandat » afin de se maintenir au pouvoir après la fin normale de son mandat. Cependant, il estime que le président Tandja avait été « un bon défenseur des intérêts de son pays en attirant des investissements internationaux et en lançant des travaux publics ambitieux, sur fond de stabilité sociale et politique ».

### Juin 2009
- Vendredi 12 juin 2009 : la Cour constitutionnelle annule le projet de référendum du président Mamadou Tandja (72 ans), qui souhaitait se maintenir au pouvoir à la fin de son second mandat fin 2009, au-delà des deux mandats successifs actuellement autorisés. Prévu le 4 août il espérait que ce référendum lui aurait permis de mettre en place sur une nouvelle Constitution afin de postuler à un troisième mandat. Les arrêts de la Cour constitutionnelle sont contraignants et sans appel et s'imposent au chef de l'État[5].

- Samedi 13 juin 2009 : à l'appel du Front de défense de la démocratie (FDD), une coalition de partis, de syndicats et d'ONG, des dizaines de milliers de personnes ont manifesté à Niamey, après l'annulation par la Cour constitutionnelle du référendum que le président Mamadou Tandja voulait organiser pour rester au pouvoir[6].

- Mardi 23 juin 2009 : selon le ministre des Finances, Lamine Zène, le Niger a connu une bonne année économique 2008 avec une croissance de 9,5 % du PIB : « C'est la progression la plus importante d'Afrique. Malgré les crises alimentaire et énergétique et le climat mondial, nous avons atteint ce résultat grâce à des recettes exceptionnelles, notamment une campagne agricole excédentaire de plus de 25 % », alors que « 40 % du PIB est fourni par le secteur agro-pastoral »; la production céréalière de plus de 4,6 millions de tonnes, a connu un bond de 37 % par rapport à 2007. En janvier, le Fonds international de développement agricole (FIDA) des Nations unies a annoncé qu'il allait débloquer 16 millions de dollars, moitié dons moitié prêts, pour aider les communautés rurales du Niger et lutter contre la pauvreté et la Banque mondiale vient d'accorder une convention d'appui budgétaire de 40 millions de dollars. En 2008, la direction générale des impôts a bouclé l'année avec un résultat de 113 % et celle des Douanes de 107 %[7].

- Mercredi 24 juin 2009 : Le président Mamadou Tandja adresse une requête à la Cour constitutionnelle pour lui demander de se rétracter en l'accusant d'avoir outrepassé ses compétences, alors que la Convention démocratique et sociale, le principal parti qui le soutient, lui demande de lever définitivement toute « ambiguïté et confusion » sur sa volonté d'organiser un référendum.

- Jeudi 25 juin 2009 :
  - La Convention démocratique et sociale, le principal parti qui soutenait le président Mamadou Tandja, annonce le retrait de ses huit ministres présents au gouvernement pour protester contre le projet de nouvelle Constitution de M. Tandja qui souhaite se maintenir au pouvoir. La CDS détenait notamment les portefeuilles de la Défense, de la Santé, de la Jeunesse et des Sports ou encore de la Lutte contre la vie chère[8].
  - Mahamane Ousmane qui préside le Parlement de la Communauté économique des États d'Afrique de l'Ouest (Cédéao, 15 États), estime « que le président Mamadou Tandja doit obtempérer à la décision de la Cour constitutionnelle ».

- Vendredi 26 juin 2009 :
  - Le président Mamadou Tandja annonce à la télévision publique, qu'il prenait des « pouvoirs exceptionnels » après un refus de la Cour constitutionnelle de revenir sur son arrêt refusant le référendum qu'il réclamait pour se maintenir au pouvoir. Le président déclare activer l'article 58 de la Constitution estimant que l'indépendance de la République est menacée ce qui lui permet de gouverner par le biais d'ordonnances et décrets, selon l'article 53 : « Je ferai usage, et cela sans faiblesse, de tous les pouvoirs que me confèrent les lois et règlements de la République en vue de trouver une solution à cette situation de blocage que certains sont malheureusement fiers de présenter comme le fruit de leur opération de sape ». Il défend le passage à une VIe République avec une nouvelle Constitution et l'instauration d'une période de transition qui lui permettrait de demeurer au pouvoir trois années supplémentaires. Le chef de l'État juge ce délai nécessaire pour instaurer un régime présidentiel en bonne et due forme, qui permettrait de surmonter les difficultés dues au système en vigueur[9].
  - L'opposition regroupée dans le Front de défense de la démocratie (FDD), dénonce « le coup d'État perpétré par le président Mamadou Tandja qui s'est arrogé hier des pouvoirs exceptionnels » et a appelé l'armée à la désobéissance.

- Dimanche 28 juin 2009 : Le ministre de l'Intérieur Albadé Abouba annonce que le référendum sur une nouvelle constitution « aura bien lieu » le 4 août. Le pays se trouve ainsi dans une impasse politique. L'armée a jusqu'à présent adopté une attitude de totale neutralité dans l'actuel bras de fer entre le président et l'opposition.

- Lundi 29 juin 2009 :

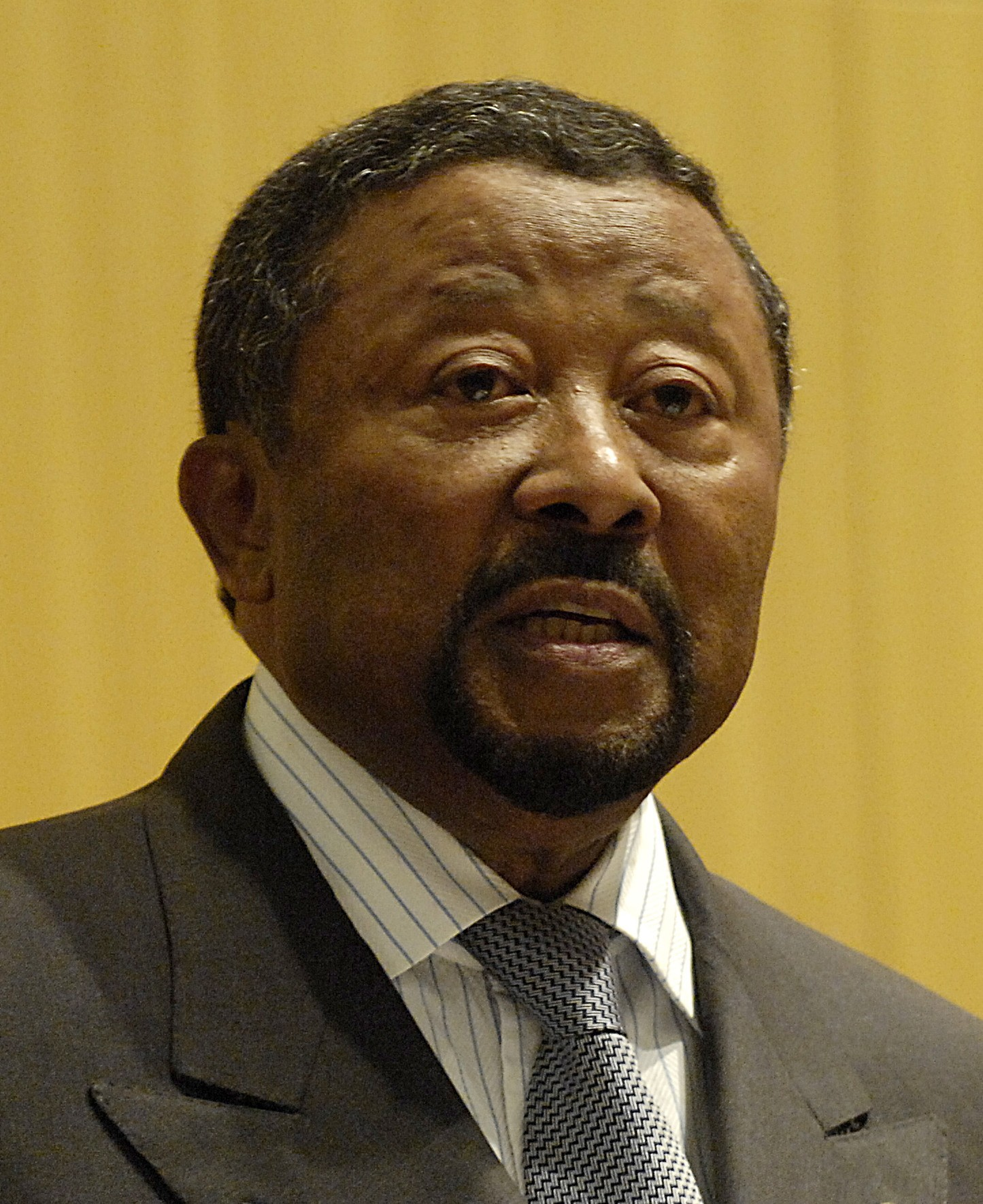
Jean Ping
(février 2008)

  - Le président de la Commission de l'Union africaine, Jean Ping, affirme craindre des « dérapages » au Niger où le président Mamadou Tandja a décidé de modifier la Constitution pour se maintenir au pouvoir, une décision qualifiée par l'opposition de « coup d'État » : « Lorsqu'il y a des changements de Constitution, nous regardons s'ils sont conformes à la Constitution elle-même, si la Constitution permet des changements. Ce qui ne semble pas être le cas ici pour les articles concernés […] Nous avons d'abord le problème de la modification de la Constitution elle-même dans les articles concernés. Tout ceci nous amène à intervenir en utilisant les bons offices, c'est-à-dire en évitant de faire du bruit pour que la Commission ne devienne pas une sorte de chien qui aboie pendant que la caravane passe »[10].
  - Le président Mamadou Tandja dissout de facto la Cour constitutionnelle qui s'était opposée par trois fois à son projet de référendum en vue de modifier la constitution pour pouvoir rester au pouvoir après la fin de son second et dernier quinquennat, et limoge les 7 juges. De même, la haute juridiction se voit temporairement privée de ses prérogatives de contrôle de la régularité et de la transparence des référendums et élections politiques. Selon la radio officielle Voix du Sahel, le président a signé deux décrets suspendant les articles 104 et 105 de la Constitution. Ces deux décrets ont trait à la nomination des sept membres de la Cour et surtout à leur inamovibilité durant leurs mandats de six ans. Il a aussi abrogé trois décrets remontant à 2004, 2006 et 2008 qui concernaient les nominations des membres de la Cour[11].
  - Le président Mamadou Tandja remanie le gouvernement, maintenant à son poste le premier ministre, Seini Oumarou, et nommant huit nouvelles personnalités appartenant toutes à des organisations soutenant le projet de référendum constitutionnel. Ces nouveaux entrants succèdent aux huit ministres issus de la Convention démocratique et sociale (CDS) qui ont démissionné la semaine dernière pour marquer leur opposition à cette consultation[12].

- Mardi 30 juin 2009 : La Rencontre africaine pour la défense des droits de l'Homme (Raddho) dénonce « une dictature » au Niger à la suite de la dissolution par le président Mamadou Tandja de la Cour constitutionnelle : « Nous constatons que nous sommes en face d'une dictature sans nom et nous la dénonçons […] Le Niger n'a plus d'institutions […] Sans instance de régulation, cela mène à des conflits ».

### Juillet 2009
- Mercredi 1er juillet 2009 : Le président Mamadou Tandja annonce que le président du Conseil supérieur de la Communication pourra désormais sanctionner des médias « sans mise en demeure préalable », et sans consulter les dix autres membres du CSC. Jusqu'ici, le CSC, instance de régulation des médias, prenait ses décisions par consensus de ses 11 membres ou en votant.

- Jeudi 2 juillet 2009 : Le secrétaire général de l'ONU, Ban Ki-moon, se dit « profondément préoccupé par la crise politique et constitutionnelle en cours au Niger qui menace de déstabiliser le pays », appelant à la retenue et au dialogue pour résoudre la crise politique au Niger. Les récentes décisions du gouvernement « rendent extrêmement difficiles pour les institutions démocratiques et la Cour constitutionnelle du pays de jouer leur rôle de garants de l'État de droit ».

- Jeudi 9 juillet 2009 : Le Commissaire au Développement de la Commission européenne, Louis Michel, annonce la suspension des décaissements de l'Union européenne au titre de l'aide budgétaire, bien que reconnaissant les « acquis économiques, sociaux et politiques » obtenus pendant les dix ans de pouvoir de Mamadou Tandja. Cette aide communautaire se situerait entre 8 et 10 millions d'euros.

- Samedi 11 juillet 2009 : L'organisation Comité pour la protection des journalistes se dit « alarmé par les restrictions croissantes imposées […] sur la presse privée nigérienne » et soutient les 6 organisations de presse du Niger qui demandent au président Mamadou Tandja de lever la « censure sommaire » frappant les médias nigériens et dénonçant « "le caractère machiavélique de cette décision » et appelant « les journalistes à la solidarité en vue de barrer la route aux prédateurs de la liberté de la presse » : « Nous sommes préoccupés par la censure qui pèse actuellement sur tout traitement de l'opposition publique à votre projet d'amendement constitutionnel […] Ces restrictions privent de fait les Nigériens de l'opportunité de participer à une décision politique cruciale, avec des conséquences à long terme pour le pays »[13].

- Dimanche 12 juillet 2009 : La ministre des Affaires étrangères, Aïchatou Mindaoudou, estime que la décision de la Commission européenne de suspendre une aide budgétaire au Niger pour protester contre les décisions du président Mamadou Tandja est « injuste et prématurée » : « Le président n'est pas un président illégitime, il exerce un mandat légal et démocratique que lui a été confié par le peuple à l’issue d’élections libres et démocratiques »[14].

- Jeudi 16 juillet 2009 : Six organisations de presse indépendantes appellent la presse écrite à observer à partir de lundi une grève d'une semaine pour réclamer l'abrogation d'une décision présidentielle selon laquelle les médias peuvent être sanctionnés sans préavis : « Afin d’exiger l'abrogation pure et simple de cette décision scélérate, les responsables des médias et les journalistes décident d’observer une semaine sans presse sur l’ensemble du pays, du 20 au 26 juillet ». Les chaînes de radio et de télévision observeront, elles, une grève d'un jour, le 26 juillet. L'action concerne une soixantaine de parutions, 23 radios et 4 télévisions privées, essentiellement concentrées dans la capitale[15].

- Mercredi 22 juillet 2009 : Les sept centrales syndicales appellent « l'ensemble des travailleurs des secteurs public, parapublic, privé et même de l'informel à observer massivement » une grève générale de 48 heures à compter de demain pour contraindre le président Mamadou Tandja à abandonner son projet de nouvelle Constitution pour rester au pouvoir, alors que le chef de l'État doit, selon la Constitution actuelle, céder le pouvoir le 22 décembre, au terme de son deuxième quinquennat consécutif[16].

- Jeudi 23 juillet 2009 : Un tribunal de Niamey décrète illégale la grève générale de 48 heures prévue à partir d'aujourd'hui pour s'opposer au référendum constitutionnel du président Tandja.

### Août 2009
- Mardi 4 août 2009 : Référendum dans les 265 communes sur l'adoption d'une nouvelle Constitution qui doit permettre au président Mamadou Tandja de rester au pouvoir encore trois ans puis de se représenter autant qu'il le souhaite. L'opposition a dénoncé un « coup d'État » et appelé au boycottage de la consultation. De nombreuses manifestations d'opposants ont lieu dans plusieurs villes du pays, se heurtant aux forces de l'ordre, comme à Tahoua (ouest), à Illéla et à Dosso (sud-ouest)[17].

- Vendredi 7 août 2009 :
  - Proclamation officielle des résultats du référendum, sur l'adoption d'une nouvelle constitution, approuvé par 92,50 % des suffrages exprimés avec un taux de participation de 68,26 %. L'opposition avait appelé, les quelque 6 millions d'électeurs, à boycotter ce référendum devant permettre à Mamadou Tandja, 71 ans, de se maintenir au pouvoir trois ans de plus, puis de se représenter autant de fois qu'il le souhaite[18].
  - L'opposition déclare rejeter la nouvelle Constitution et vouloir combattre « la dictature » que le chef de l'État veut instaurer dans le pays. Mamadou Issoufou, principal opposant et un des responsables de la Coordination des forces démocratiques de la république déclare : « Nous allons continuer à défendre la Constitution du 9 août 1999 parce que le peuple nigérien en a manifesté son attachement en rejetant la nouvelle que lui a proposée le président Tandja ».

- Mardi 18 août 2009 : Le président Mamadou Tandja promulgue la nouvelle Constitution qui prolonge son mandat de trois ans et renforce ses pouvoirs, après son adoption le 4 août par un référendum contesté.

### Septembre 2009
- Mardi 22 septembre 2009 : Depuis le début de la saison des pluies (juin), les inondations ont causé dans le pays la mort de 7 personnes et en ont affecté plus de 79 000 autres.

- Mercredi 23 septembre 2009 : Le premier ministre Seïni Oumarou, et deux autres ministres présentent leur démission afin de pouvoir se présenter aux élections législatives du 20 octobre. Albadé Abouba devient le nouveau premier ministre[19].

### Octobre 2009
- Mardi 20 octobre 2009 : Élections législatives controversées, boycottées par l'opposition et dénoncées par la communauté internationale, ce qui a entraîné la suspension automatique du Niger de la Communauté économique des Etats de l'Afrique de l'Ouest (Cedeao) pour violation des textes communautaires sur la démocratie. La Cedeao a affirmé qu'elle ne reconnaîtrait pas les résultats de ce scrutin.

- Jeudi 22 octobre 2009 : L'Union européenne déclare à nouveau qu'elle suspendrait sa coopération si les autorités du Niger ne restauraient pas l'ordre constitutionnel bouleversé depuis le référendum du 4 août, qui a permis au président Mamadou Tandja de prolonger de trois ans son mandat malgré des condamnations tant au Niger qu'à l'étranger.

- Vendredi 23 octobre 2009 : Selon les résultats partiels publiés des élections législatives, le parti au pouvoir aurait remporté sans surprise la majorité absolue des 113 sièges en lice au Parlement. Le Mouvement national pour la société de développement, au pouvoir, a obtenu 68 des 100 sièges déjà attribués, notamment les six en jeu dans la capitale. 4 autres formations, toutes proches du président Mamadou Tandja, seront aussi représentées au Parlement[20].

### Décembre 2009
- Jeudi 10 décembre 2009 : Les États-Unis suspendent les prêts au Niger, dans le cadre d'un programme qui lie l'assistance à la bonne gouvernance. Le « US Millenium Challenge Corp. » réévaluera un programme de 23 millions $US(15,5 millions €) destiné à lutter contre la corruption ou favoriser l'éducation des filles. L'organisme explique sa décision par le fait que le président Mamadou Tandja tente « d'étendre la durée de son mandat au-delà du second terme ».

- Mardi 22 décembre 2009 : La Communauté économique des États d'Afrique de l'Ouest (Cédéao) a « pris acte » de la « fin légale » du mandat du président nigérien Mamadou Tandja (71 ans), qui devait expirer ce 22 décembre mais qui a été prolongé, le 4 août, par l'adoption controversée d'une nouvelle Constitution qui lui accorde une rallonge d'au moins trois ans au pouvoir, cre qui lui a attiré des critiques de toutes parts et a plongé le pays  dans une grave crise politique[21].

- Lundi 28 décembre 2009 : Selon le gouverneur de l'État de Tillabéri (ouest), 3 touristes saoudiens ont été tués et trois autres blessés dans une attaque menée par 6 « Arabes ».

- Mercredi 30 décembre 2009 : Publication des résultats globaux des élections municipales de dimanche boycottées par l'opposition. Le parti au pouvoir, le Mouvement national pour la société de développement a remporté 1 939 sièges soit la majorité des 3 759 sièges des 266 communes du pays. La Commission électorale fait état d'un taux de participation de 51,34 % sur les quelque 6 millions d'électeurs inscrits. Le Rassemblement social démocrate (RSD) et le Rassemblement pour la démocratie et le progrès (RDP), deux autres formations proches du pouvoir ont reporté respectivement 569 et 436 sièges. Les 815 autres sièges restant sont répartis entre d'autres petits partis soutenant le président Mamadou Tandja et des candidats indépendants. L'opposition, réunie au sein de la Coordination des forces démocratiques pour la République (CFDR), estime que ces municipales sont « une étape supplémentaire franchie par le pouvoir illégitime et illégal de Mamadou Tandja dans sa course frénétique pour la mise en place des institutions fantoches nées de son coup d'État constitutionnel » et avait appelé la population à « boycotter massivement » le scrutin[22].